# Towarzystwo Śpiewu „Lutnia” w Bydgoszczy
Towarzystwo Śpiewu „Lutnia” w Bydgoszczy – polski chór mieszany w Bremie i Bydgoszczy, istniejący w latach 1901–1916, 1923–1938 i 1946–1979.

## Historia
Towarzystwo Śpiewaków „Lutnia” zostało założone w 1901 r. w Bremie przez mieszkających tam Polaków. Inicjatorem założenia chóru był mistrz szewski Ludwik Klatt, on też był pierwszym prezesem, a dyrygentem Franciszek Karwacki. Chór męski z powodu poboru do wojska już pod koniec 1914 r. przekształcił się w chór mieszany. Dwa lata później władze niemieckie zawiesiły działalność towarzystwa i zarekwirowały sztandar.
Przed wyjazdem do odradzającej się Polski Walenty Karolewski wykradł sztandar i przywiózł go w 1920 r. do Bydgoszczy, do której przybyło wielu bremeńskich Polaków. Wśród nich byli: Ignacy Stachowiak i Franciszek Biedowicz, którzy zamieszkali na Jachcicach. Chór reaktywowano 18 lipca 1923 r. pod nazwą Towarzystwo Śpiewu „Lutnia” Bydgoszcz – Jachcice. 14 października 1923 r. w kościele Najświętszego Serca Pana Jezusa poświęcono sztandar przywieziony z Bremy. Chór, liczący 45 osób, 13 lipca 1924 r. wystąpił na zjeździe śpiewaków Okręgu Bydgoskiego, który odbył się w Fordonie. Prezesem chóru został Jakub Splitter, dyrygentem Brunon Sass, a od 1927 r. Franciszek Lehmann. W 1933 r. prezesem został Jan Eisop, a dyrygentem Franciszek Zieliński.
Chór występował w Bydgoszczy i poza jej granicami. W latach 1923–1939 śpiewał około stu razy. Współpracował z Towarzystwem Gimnastycznym „Sokół” i innymi organizacjami. „Lutnia” wystawiała również komedioopery i przedstawienia teatralne. W celu integracji społeczeństwa Jachcic organizowano bale karnawałowe, wieczorki towarzyskie i wycieczki świąteczne.
W 1938 r. zawieszono działalność chóru. Jego wznowienie nastąpiło 3 lipca 1946 r. Prezesem wybrano Jana Sobocińskiego, a dyrygentami zostali Stanisław Barczyński i Franciszek Zieliński. Chór skupiał wówczas 86 członków, a pod koniec roku 120. „Lutnia” ponownie śpiewała na uroczystościach wewnętrznych, regionalnych, na akademiach i świętach państwowych. W 1950 r. rozpoczęto współpracę ze Związkiem Zawodowym Pracowników Energetyki i odtąd siedziba chóru mieściła się w świetlicy elektrowni przy ul. Żeglarskiej. W 1954 r. Towarzystwo Śpiewu „Lutnia” usamodzielniło się, a jego siedziba mieściła się w  Szkole Podstawowej nr 32 przy ul. Żeglarskiej 67. Chór zdobywał wiele nagród; w 1954 r. w Pomorskim Domu Sztuki przy ul. Gdańskiej otrzymał I nagrodę dla chórów II kategorii.
W 1976 r. do chóru należało 18 osób. Trzy lata później zawieszono jego działalność.